# Caius Cornelius Gallus
Pour les articles homonymes, voir Gallus.
Gallus, en latin Caius Cornelius Gallus (né en 69 av. J.-C. dans un lieu inconnu qu'on a cru longtemps être Forum Julii , mort en 26 av. J.-C.), est un homme politique romain, premier préfet d'Égypte, et un poète, ami de Virgile et connu pour avoir introduit le genre de l'élégie à Rome, mais dont l'œuvre est presque entièrement perdue.

## Biographie

### Sources sur la carrière publique de Gallus
Les deux inscriptions sauvegardées qui évoquent le personnage étaient inaccessibles aux contemporains d'Auguste. La première est celle de l'obélisque Vatican. Elle était formée de lettres de bronze fixées par des tenons dans le socle, et qui furent arrachées probablement après la condamnation de Gallus. L'examen des traces des tenons a permis à l'épigraphiste Filippo Magi de reconstituer l'inscription. Les traces en ont été recouvertes près de soixante-dix ans plus tard par une nouvelle inscription de Caligula. La deuxième inscription, provenant de Philae et apposée sur un monument édifié par le nouveau préfet, à la date du 16 avril 29 av. J.-C., pour célébrer sa victorieuse campagne égyptienne, fut découverte en 1896. Elle avait été retirée de sa place originelle, coupée en deux dans le sens de sa longueur, les deux morceaux étant remployés dans le dallage du temple d'Isis en l'an 13 av. J.-C., sous la préfecture de Publius Rubrius Barbarus. Le texte, trilingue (latin, grec et égyptien hiéroglyphique), rappelle sa nomination comme préfet, détaille les victoires remportées au cours des expéditions de Thébaïde et de Nubie, mentionne deux initiatives (l'une diplomatique, l'autre de politique extérieure) et se conclut sur une action de grâces aux dieux ancestraux du vainqueur ainsi qu'à son « compagnon » le dieu Nil.
Les références littéraires contemporaines sur la carrière de Gallus sont inexistantes à une seule exception : Strabon (XVII, 53) mentionne son expédition à Heroopolis et en Thébaïde, mais se tait sur les événements postérieurs. La figure de Gallus est évoquée ultérieurement par Plutarque (Vie d'Antoine, XLII, 2-5 ; XLIII, 1 ; LXXIX, 1-2) et Suétone (Vie d'Auguste, 66), puis par Dion Cassius (LIII, 23), Ammien Marcellin et enfin saint Jérôme. Le poète échappa à l'oubli grâce aux Bucoliques de son ami Virgile – il est évoqué dans la sixième (v. 64) et dédicataire de la dixième –  et au souvenir de ses successeurs élégiaques, principalement Ovide.
L'Histoire littéraire de la France lui consacre un chapitre.

### Origine et débuts
Jérôme de Stridon semble faire naître Caius Cornelius Gallus à Forum Julii ; parmi les cinq villes antiques portant ce nom, la préférence de Ronald Syme va à l'actuelle Fréjus et celle de Jean-Pierre Boucher à l'actuelle Voghera. Mais l'épithète Foroiuliensis présente dans la chronique hiéronymienne pourrait bien, comme l'a supposé Gian Enrico Manzoni, résulter d'une confusion : Jérôme aurait pris pour la patrie de Gallus le forum Iulium que celui-ci avait aménagé à Alexandrie et dont témoigne l'inscription de l'obélisque du Vatican. Le lieu de naissance du personnage nous serait donc, en fin de compte, inconnu.
D'extraction assez modeste, Gallus fait ses premiers pas dans la carrière militaire et politique auprès d'Asinius Pollion, qui le mentionne comme son ami dans une lettre à Cicéron (Ad familiares, X, 32, 2), en 44 av. J.-C. Les sources sont muettes quant à l'évolution de sa carrière durant près de dix ans.

### Gallus ami d'Octavien César
Au lendemain de la bataille d'Actium (2 septembre 31 av. J.-C.), Octavien César (le futur Auguste) conduit l'offensive vers l'Égypte à partir de la côte syrienne. Il délègue à Gallus la branche occidentale de son dispositif : ce dernier doit rejoindre l'Égypte à partir de la côte de la Cyrénaïque. Il rallie aux forces d'Octavien un des généraux de Marc-Antoine, Lucius Pinarius Scarpus, avec ses quatre légions. La prise de Paraetonium (Marsa Matrouh) prive Marc-Antoine d'un débouché occidental sur la mer. Gallus garde ce port malgré une contre-attaque de l'armée d'Antoine . Il gagne Alexandrie, où il défait l'armée de l'ancien triumvir devant Pharos .
Alors que Cléopâtre se réfugie dans son tombeau, après la mort d'Antoine, Gallus est chargé d'une diversion : il parlemente avec la reine vaincue pendant que Proculeius investit son refuge. Après la mort de la reine, Gallus prend Heroopolis (Ἡρώων Πόλις / Per-Atoum) qui s'était soulevée et, dans la foulée, soumet la région de Tanis,. Il mène ensuite une expédition en Thébaïde (dont le soulèvement fut réprimé en quinze jours selon l'inscription de Philae) et en Nubie pour garantir la frontière sud de la conquête romaine au niveau de la première cataracte.
L'imperator Octavien ne peut pas permettre aux sénateurs de Rome de mettre la main sur l'Égypte: c'est une région hautement stratégique, riche, sur laquelle il prélève un tribut considérable, et c'est aussi une importante réserve d'hommes, c'est-à-dire de soldats. Octavien assigne à Gallus un poste créé de toutes pièces : celui de préfet d'Égypte, délégué personnel de l'empereur pour Alexandrie et pour l'Égypte. Ce dignitaire est un chevalier romain muni de l'imperium (pouvoir de commandement suprême), avec le statut proconsulaire. Il a rang de roi.

### Disgrâce et suicide de Gallus
Gallus revient à Rome entre 29 et 27 av. J.-C.. Nous ne connaissons pas les conditions de son retour ni les raisons qui le poussent à protéger et accueillir chez lui le grammaticus Quintus Caecilius Epirota après la disgrâce de celui-ci, accusé de relations trop intimes avec une de ses étudiantes qui se trouvait être la fille d'Atticus et l'épouse d'Agrippa. Il est vraisemblable que l'objectif réel d'Octave-Auguste a été de neutraliser le trop ambitieux gouverneur d'une province romaine stratégique, pour éviter qu'il devienne un rival. À son tour, Gallus est donc accusé par l'un de ses anciens compagnons et confidents, Valerius Largus. Cette dénonciation amorce une succession d'accusations et de condamnations par le Sénat. Cette assemblée confisque tous ses biens et, par habileté politique, les attribue à Auguste. Ce dernier ne le soutient pas. Gallus est exclu de l'ordre équestre et de la maison d'Auguste. Il est interdit de séjour dans toutes les provinces impériales.
Finalement, Gallus se suicide à l'épée, comme l'avait fait Marc-Antoine. Seul Proculeius, intime d'Auguste, ose publiquement déplorer le sort de son ami. Le nom et la carrière de Gallus semblent bien avoir été frappés d'une sorte de damnatio memoriae, qui explique le silence des auteurs augustéens (Servius, par exemple, signale que Virgile, dans le quatrième livre de ses Géorgiques remplaça, à la demande d'Auguste, les vers laudatifs qui le concernaient par l'histoire d'Aristée et d'Orphée) et la quasi absence d'inscriptions à son sujet. Cependant Suétone, dans sa De vita duodecim Caesarum, écrit qu'Auguste pleura à la mort de Gallus.

## Œuvre littéraire

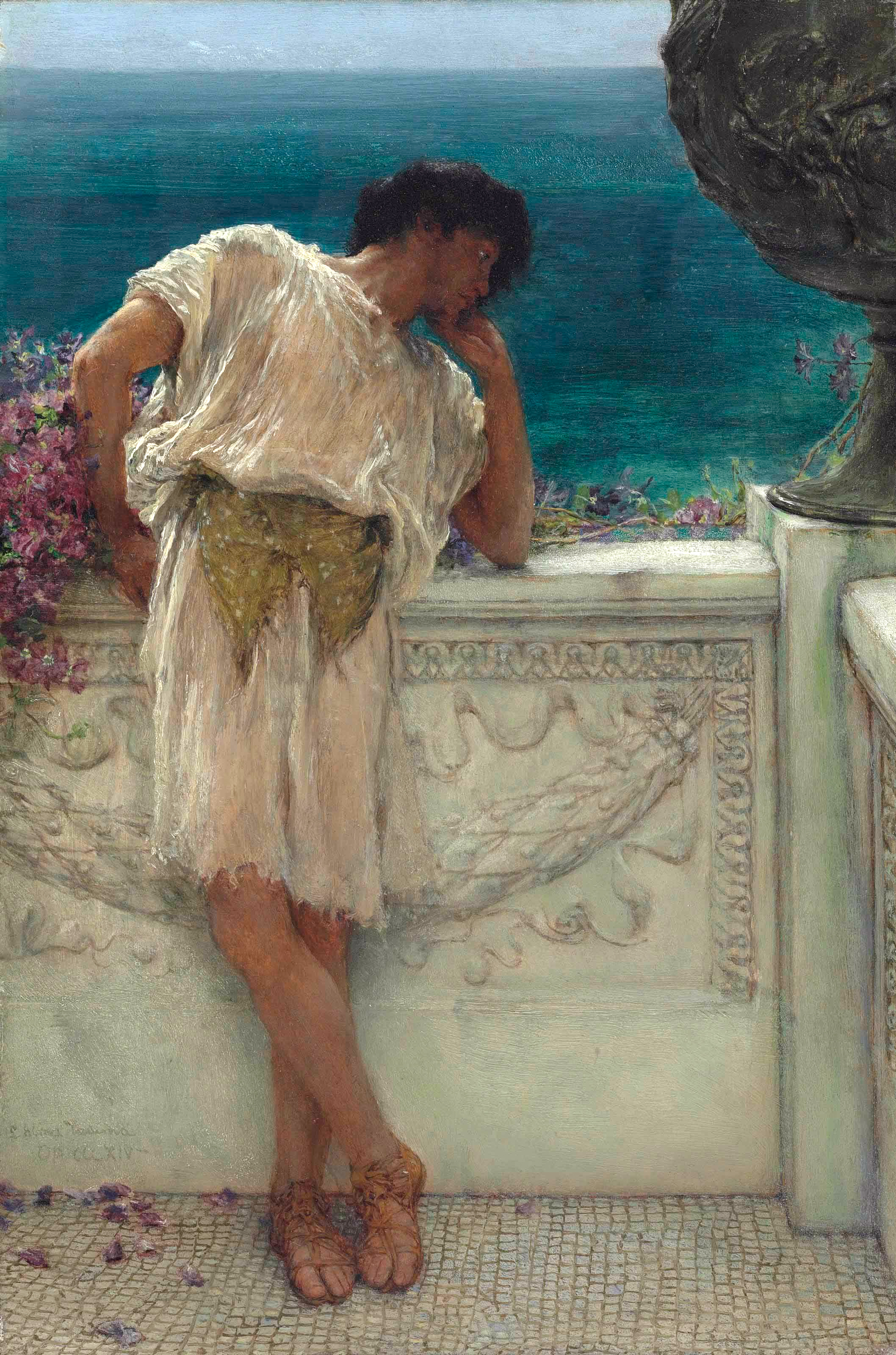
Le poète Gallus rêvant, de Lawrence Alma-Tadema (1892).

L'œuvre de Cornélius Gallus comportait deux volets inégaux : une partie oratoire, sans doute restreinte, et une production poétique plus ample. Il ne nous reste rien de la première, sinon le titre de deux discours, l'un à Caius Asinius Pollion, l'autre au juriste Publius Alfenus Varus. L'œuvre poétique comportait des epyllia et des élégies. Des premiers ne subsiste rigoureusement rien, pas même un titre. Les élégies sont elles aussi perdues, à l'exception de possibles citations chez d'autres poètes latins et d'un fragment de huit vers (ou plutôt de deux fragments de quatre vers chacun) retrouvé sur un papyrus découvert en 1978 à Qasr Ibrim, en Haute-Égypte. Gallus est le premier poète à cultiver le genre de l'élégie amoureuse à Rome ; à ce titre, il semble avoir exercé une grande influence sur ses pairs, les poetae novi ou neôteroi, qui se réfèrent parfois à lui dans leurs compositions. Il avait fréquenté le poète grec Parthénios de Nicée, exilé à Rome, auteur d'un recueil de trente-six courtes "histoires d'amour" mythologiques (les Ἐρωτικὰ παθήματα, précisément dédiés à Gallus) et de quelques élégies. Sur ce dernier point, mais cette fois en latin, Gallus l'imite et va jusqu'à composer des recueils entiers dans ce genre nouveau pour les Romains. Son modèle principal semble toutefois avoir été le poète grec Euphorion de Chalcis (IIIe s. av. J.-C.), réputé pour son obscurité. Gallus publia quatre livres d'élégies, sous le titre d'Amores. Quintilien, cent-vingt ans plus tard, jugea le poète durior (« plus dur », terme ambigu; qui peut signifier « plus sévère », voire « plus pesant», ou bien « plus rude », « plus brut », techniquement parlant) comparé à Properce et Tibulle, tandis qu'il trouvait Ovide « plus badin » (ou « plus lascif », lasciuior) ; à ses yeux, quoi qu'il en soit, Gallus appartient au quadrige des grands élégiaques latins.
Dans ses vers, le poète célébrait une actrice nommée Lycoris. Celle-ci avait été l'esclave de Publius Volumnius Eutrapelus, un ami de Cicéron, qui l'avait affranchie et, selon la coutume, lui avait donné pour nom son gentilice féminisé, Volumnia, sous lequel Gallus semble l'avoir désignée parfois dans ses pièces. Elle est également appelée Cytheris, qui selon certains serait son nom de scène, mais qui pourrait tout aussi bien être une dénomination affective forgée par l'élégiaque lui-même . Lycoris avait été la maîtresse d'Antoine avant de s'éprendre de Gallus. Selon la dixième Bucolique de Virgile, la volage comédienne finit par quitter Gallus pour suivre un officier romain partant combattre sur les bords du Rhin.

## Représentations dans les arts après l'Antiquité
Le peintre britannique Lawrence Alma-Tadema peint en 1892 Le poète Gallus rêvant. Le tableau montre le poète sous les traits d'un homme jeune, adossé et accoudé à une rambarde de pierre, en train de contempler la mer. La même source produit en son commentaire 74 : « Le Poète Gallus,
Il est debout sur une terrasse, appuyé le dos contre un
balcon de marbre blanc ; ses pieds portent sur un sol dallé de
marbre rouge. Il est vêtu d'une aube blanche, retenue à la ceinture
par une étoffe de soie verte à broderie blanche. Derrière lui,
la mer s'étend bleue et profonde. Des fleurs violettes grimpent
sur le balcon. Et, dans la clameur vague de l'infini, il rêve, il
songe, ses cheveux noirs soulevés par le vent, et sa tête inclinée
se pose sur la main gauche relevée. »